# ژان دنبرگ
ژان دنبرگ (آلمانی: Jean Danneberg؛ زادهٔ ۸ نوامبر ۲۰۰۲) بازیکن هاکی روی چمن اهل آلمان است.